# Васильев, Михаил Геннадьевич
Михаил Геннадьевич Васильев (13 октября 1998, ст. Зольская, Ставропольский край, Россия — 26 октября 2023, Украина) — российский военнослужащий, старший лейтенант, командир 3-й десантно-штурмовой роты 2-го десантно-штурмового батальона 177-го отдельного гвардейского полка морской пехоты Каспийской флотилии. Герой Российской Федерации (2024, посмертно).

## Биография
Родился 13 октября 1998 года в станице Зольская Ставропольского края.
Учился в местной станичной средней общеобразовательной школе № 4, которую окончил. С 2016 года начал числиться в Вооружённых силах Российской Федерации, стал курсантом Рязанского высшего воздушно-десантного командного училища имени генерала армии В. Ф. Маргелова. После того, как окончил училище в 2021 году, получил распределение в Краснознаменную флотилию Военно-морского флота. Там служил в должности командира взвода десантно-штурмовой роты 177-го отдельного гвардейского полка морской пехоты.
Принимал участие в составе своего подразделения в российском вторжении на Украину. Изначально продолжал командовать взводом, позже был назначен командиром десантно-штурмовой роты.
Погиб 26 октября 2023 года, получив в ходе боя тяжёлое ранение. Похоронен у себя на родине.

## Звания и награды
- Герой Российской Федерации (Указом Президента Российской Федерации «закрытым» от 13 февраля 2024 года за мужество и героизм, проявленные при исполнении воинского долга, гвардии старшему лейтенанту Васильеву Михаилу Геннадьевичу присвоено звание Героя Российской Федерации, посмертно).
- Орден Мужества (3).
- "Медаль ордена «За заслуги перед Отечеством II степени».
- Медаль «За отвагу».
- Медаль Суворова.
- Медаль Жукова.